# Aqueduc souterrain de Suruç
L'aqueduc souterrain de Suruç (Suruç Tüneli en turc) est un tunnel d'approvisionnement en eau situé dans le district turc de Suruç, dans la province de Şanlıurfa, en Anatolie du Sud-Est. Il a été construit dans le but d'irriguer la vallée de Suruç en apportant de l'eau depuis le barrage Atatürk, situé un peu plus au nord-ouest. D'une longueur de 17,185 km, l'aqueduc souterrain de Suruç est le plus long tunnel de Turquie,,.

## Données techniques
La construction du tunnel est commandée par Devlet Su İşleri, la compagnie d'État des travaux hydrauliques, le 25 décembre 2008. La construction, effectuée par l'entreprise Ilci Construction Inc. sur un site à 580 m d'altitude, débute le 18 mars 2009,. Le creusement de l'aqueduc souterrain est effectué à l'aide d'un tunnelier d'une longueur de 152 mètres et de 7,83 mètres de diamètre,. Le tunnelier a été transporté depuis l'Italie par 300 remorques, puis a été assemblé après douze mois le 21 août 2010. Au fur et à mesure de l'excavation, la paroi intérieure du tunnel est recouverte d'hexagones de béton moulé (en) d'une épaisseur de 30 cm. En moyenne, l'excavation de l'aqueduc souterrain progresse de 30 à 40 centimètres par jour. Le tunnel suit une pente moyenne de 0,49 % à travers la formation géologique de Gazientep, datant des périodes de l'Éocène et de l'Oligocène,.

## Données financières
La construction de l'aqueduc souterrain de Suruç a coûté environ 2 milliards de livres turques. Faisant partie du projet d'Anatolie du Sud-Est, le tunnel permet d'alimenter en eau environ 950 km2 de terres agricoles dans la vallée de Suruç, ainsi que 134 communes aux alentours de Suruç,,,,. D'un diamètre intérieur de 7 mètres, le tunnel a un débit de 90 m3/s, ce qui est supérieur au débit de la plupart des rivières de Turquie,,. Le projet devrait créer environ 190 000 emplois dans la région,,,. Grâce à l'irrigation apportée par l'aqueduc souterrain de Suruç, plus de 8 000 agriculteurs pourront augmenter leur production. Le Ministre des Forêts et de la Gestion des Eaux (en) Veysel Eroğlu a affirmé que le tunnel générerait chaque année 270 millions de livres turques de recettes.